# Земеєво
Земе́єво (рос. Земеево, башк. Йәмәй) — присілок у складі Чекмагушівського району Башкортостану, Росія. Входить до складу Імянлікулевської сільської ради.
Населення — 130 осіб (2010; 128 у 2002).
Національний склад:
- татари — 53 %
- башкири — 45 %